# Secret Diary of a Call Girl
Secret Diary of a Call Girl is een Britse televisieserie uit 2007 die is uitgezonden door ITV2. De serie is in België door Vitaya en in Nederland door RTL 5 uitgezonden. Van de serie werd in 2015 een Nederlandse versie gemaakt die door Net5 uitgezonden werd onder de naam Dagboek van een callgirl.

## Rolverdeling
| Acteur         | Personage      |
| -------------- | -------------- |
| Billie Piper   | Hannah Baxter  |
| Iddo Goldberg  | Ben            |
| Cherie Lunghi  | Stephanie      |
| Ashley Madekwe | Gloria White   |
| James D'Arcy   | Duncan Atwood  |
| Callum Blue    | Alex McLoud    |
| David Dawson   | Byrin Sheebohn |

## Afleveringen

### Seizoen 1
In Nederland is van dit seizoen een Nederlandse versie uitgezonden door Net5, waar het zes afleveringen van 45 minuten telde. 
| Nr. in serie | Nr. in seizoen | Regie        | Scenario                    | Uitzenddatum      |
| ------------ | -------------- | ------------ | --------------------------- | ----------------- |
| 1            | 1              | Yann Demange | Lucy Prebble                | 27 september 2007 |
| 2            | 2              | Yann Demange | Lucy Prebble                | 4 oktober 2007    |
| 3            | 3              | Yann Demange | Lucy Prebble & Julie Gaerey | 11 oktober 2007   |
| 4            | 4              | Yann Demange | Lucy Prebble                | 18 oktober 2007   |
| 5            | 5              | Susan Tully  | Nicole Taylor               | 25 oktober 2007   |
| 6            | 6              | Susan Tully  | Katie Douglas               | 1 november 2007   |
| 7            | 7              | Susan Tully  | Julie Gearey                | 8 november 2007   |
| 8            | 8              | Susan Tully  | Lucy Prebble                | 15 november 2007  |

### Seizoen 2
| Nr. in serie | Nr. in seizoen | Regie            | Scenario           | Uitzenddatum      |
| ------------ | -------------- | ---------------- | ------------------ | ----------------- |
| 9            | 1              | Fraser MacDonald | Lucy Prebble       | 11 september 2008 |
| 10           | 2              | Fraser MacDonald | Lucy Prebble       | 11 september 2008 |
| 11           | 3              | Fraser MacDonald | Julie Gearey       | 18 september 2008 |
| 12           | 4              | Fraser MacDonald | Chloe Moss         | 25 september 2008 |
| 13           | 5              | Peter Lydon      | Nicole Taylor      | 2 oktober 2008    |
| 14           | 6              | Peter Lydon      | Rebecca Lenkiewicz | 9 oktober 2008    |
| 15           | 7              | Peter Lydon      | Tim Price          | 16 oktober 2008   |
| 16           | 8              | Peter Lydon      | Julie Gearey       | 23 oktober 2008   |

## Internationaal
Landen waar de serie is uitgezonden
| Land                | Zender                            |
| ------------------- | --------------------------------- |
| Verenigd Koninkrijk | ITV2                              |
| Australia           | Nine Network GEM Arena            |
| Argentinië          | I-Sat                             |
| België              | Vitaya                            |
| Canada              | Showcase The Movie Network        |
| Denemarken          | Kanal 4                           |
| Spanje              | FOX                               |
| Finland             | Nelonen                           |
| Frankrijk           | Téva M6                           |
| Griekenland         | Alpha TV                          |
| Duitsland           | Passion                           |
| Hongarije           | RTL Klub                          |
| IJsland             | Skjár einn                        |
| Israël              | Yes Stars Drama                   |
| Italië              | Fox Life                          |
| Nederland           | RTL 5                             |
| Nieuw-Zeeland       | Prime Television New Zealand UKTV |
| Noorwegen           | TVNorge                           |
| Peru                | I-Sat                             |
| Polen               | Fox Life                          |
| Portugal            | FX                                |
| Rusland             | Muz-TV                            |
| Zuid-Afrika         | MNET Series                       |
| Zweden              | Kanal 5                           |
| Turkije             | Fox Life                          |
| USA                 | Showtime                          |

Naast Nederland zijn er nog verschillende andere landen, waaronder Chili, waar een eigen versie werd opgenomen en uitgezonden.